# Neptis nitetis
Neptis nitetis är en fjärilsart som beskrevs av William Chapman Hewitson 1868. Neptis nitetis ingår i släktet Neptis och familjen praktfjärilar. Inga underarter finns listade i Catalogue of Life.

## Bildgalleri

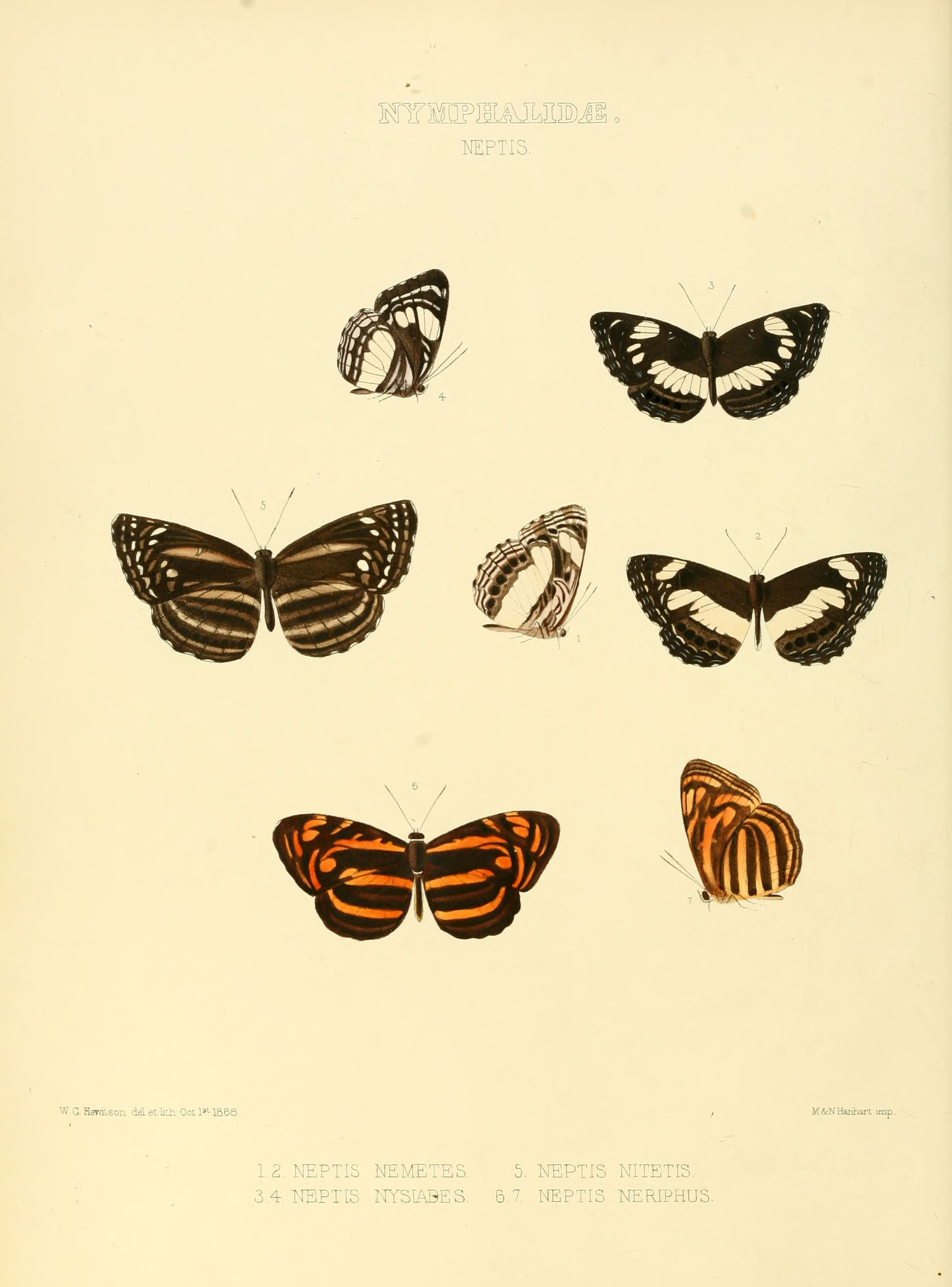